# Campionati del mondo di atletica leggera 2013 - Staffetta 4×100 metri maschile
La gara della staffetta 4×100 metri maschile si è svolta domenica 18 agosto 2013.

## Podio
| Pos.    | Nazione                                                                                           | Tempo |
| ------- | ------------------------------------------------------------------------------------------------- | ----- |
| Oro     | Giamaica Nesta Carter, Kemar Bailey-Cole, Nickel Ashmeade, Usain Bolt, Warren Weir, Oshane Bailey | 37"36 |
| Argento | Stati Uniti Charles Silmon, Mike Rodgers, Mookie Salaam, Justin Gatlin                            | 37"66 |
| Bronzo  | Canada Gavin Smellie, Aaron Brown, Dontae Richards-Kwok, Justyn Warner                            | 37"92 |

## Situazione pre-gara

### Record
Prima di questa competizione, il record del mondo (WR) e il record dei campionati (CR) erano i seguenti.
| Record                | Prestazione | Atleta                                                         | Data                                  | Competizione               |
| --------------------- | ----------- | -------------------------------------------------------------- | ------------------------------------- | -------------------------- |
| Record mondiale       | 36"84       | Giamaica Nesta Carter, Michael Frater, Yohan Blake, Usain Bolt | 11 agosto 2012 Londra, Regno Unito    | Giochi della XXX Olimpiade |
| Record dei campionati | 37"04       | Giamaica Nesta Carter, Michael Frater, Yohan Blake, Usain Bolt | 4 settembre 2011 Taegu, Corea del Sud | Campionati del mondo 2011  |

### Campioni in carica
I campioni in carica, a livello mondiale e olimpico, erano:
| Campione | Atleta                                                                            | Prestazione | Data                                  | Competizione               |
| -------- | --------------------------------------------------------------------------------- | ----------- | ------------------------------------- | -------------------------- |
| Olimpico | Giamaica Nesta Carter, Michael Frater, Yohan Blake, Usain Bolt, Kemar Bailey-Cole | 36"84       | 11 agosto 2012 Londra, Regno Unito    | Giochi della XXX Olimpiade |
| Mondiale | Giamaica Nesta Carter, Michael Frater, Yohan Blake, Usain Bolt, Dexter Lee        | 37"04       | 4 settembre 2011 Taegu, Corea del Sud | Campionati del mondo 2011  |

### La stagione
Prima di questa gara, gli atleti con le migliori tre prestazioni dell'anno erano:
| Pos. | Atleta                    | Prestazione | Data                                            |
| ---- | ------------------------- | ----------- | ----------------------------------------------- |
| 1    | Stati Uniti               | 37"58       | 19 luglio 2013 Montecarlo, Principato di Monaco |
| 2    | Racers Track Red Giamaica | 37"75       | 27 luglio 2013 Londra, Regno Unito              |
| 3    | Germania                  | 38"13       | 2 agosto 2013 Weinheim, Germania                |

## Risultati
| LEGENDA: | NR | Record Nazionale | PB | Primato personale | SB | Primato stagionale |

### Batterie
Qualificazione: i primi due di ogni serie (Q) e i due tempi migliori tra gli esclusi (q) si qualificano alle finali.
| Pos. | Batteria | Corsia | Nazione             | Atleti                                                                     | Tempo | Note  |
| ---- | -------- | ------ | ------------------- | -------------------------------------------------------------------------- | ----- | ----- |
| 1    | 2        | 4      | Stati Uniti         | Charles Silmon, Mike Rodgers, Mookie Salaam, Justin Gatlin                 | 38.06 | Q     |
| 2    | 1        | 2      | Gran Bretagna       | Richard Kilty, Harry Aikines-Aryeetey, James Ellington, Dwain Chambers     | 38.12 | Q, SB |
| 3    | 3        | 7      | Germania            | Lucas Jakubczyk, Sven Knipphals, Julian Reus, Martin Keller                | 38.13 | Q, SB |
| 4    | 1        | 3      | Giamaica            | Nesta Carter, Kemar Bailey-Cole, Warren Weir, Oshane Bailey                | 38.17 | Q     |
| 5    | 2        | 2      | Giappone            | Yoshihide Kiryū, Kenji Fujimitsu, Kei Takase, Shōta Iizuka                 | 38.23 | Q, SB |
| 6    | 3        | 9      | Canada              | Gavin Smellie, Aaron Brown, Dontae Richards-Kwok, Justyn Warner            | 38.29 | Q, SB |
| 7    | 1        | 7      | Trinidad e Tobago   | Jamol James, Keston Bledman, Rondell Sorrillo, Richard Thompson            | 38.38 | q, SB |
| 8    | 3        | 2      | Paesi Bassi         | Brian Mariano, Churandy Martina, Liemarvin Bonevacia, Hensley Paulina      | 38.41 | q, SB |
| 9    | 1        | 6      | Spagna              | Eduard Viles, Sergio Ruiz, Bruno Hortelano, Ángel David Rodríguez          | 38.46 | NR    |
| 10   | 3        | 5      | Italia              | Michael Tumi, Matteo Galvan, Diego Marani, Delmas Obou                     | 38.49 | SB    |
| 11   | 1        | 9      | Polonia             | Robert Kubaczyk, Grzegorz Zimniewicz, Karol Zalewski, Kamil Kryński        | 38.51 | SB    |
| 12   | 2        | 3      | Ucraina             | Ruslan Perestyuk, Serhiy Smelyk, Ihor Bodrov, Vitaliy Korzh                | 38.57 |       |
| 13   | 3        | 8      | Saint Kitts e Nevis | Lestrod Roland, Jason Rogers, Antoine Adams, Allistar Clarke               | 38.58 | SB    |
| 14   | 3        | 4      | Bahamas             | Adrian Griffith, Warren Fraser, Jamial Rolle, Shavez Hart                  | 38.70 | NR    |
| 15   | 2        | 8      | Barbados            | Andrew Hinds, Levi Cadogan, Shane Brathwaite, Ramon Gittens                | 38.94 | NR    |
| 16   | 2        | 7      | Cina                | Guo Fan, Liang Jiahong, Su Bingtian, Zhang Peimeng                         | 38.95 | SB    |
| 17   | 2        | 6      | Francia             | Emmanuel Biron, Mickaël-Méba Zeze, Arnaud Remy, Jimmy Vicaut               | 38.97 |       |
| 18   | 1        | 8      | Corea del Sud       | Oh Kyong-Soo, Cho Kyu-Won, Yoo Min-Woo, Kim Kuk-young                      | 39.00 | NR    |
| 19   | 1        | 4      | Russia              | Aleksandr Khyutte, Konstantin Petryashov, Roman Smirnov, Aleksandr Brednev | 39.01 | SB    |
| 20   | 2        | 5      | Hong Kong           | Tang Yik Chun, Lai Chun Ho, Ng Ka Fung, Tsui Chi Ho                        | 39.10 |       |
| 21   | 1        | 5      | Venezuela           | Jermaine Chirinos, Diego Rivas, Alvaro Luis Cassiani, Albert Bravo         | 39.14 | SB    |
| 22   | 3        | 6      | Taipei cinese       | Wang Wen-tang, Liu Yuan-kai, Pan Po-yu, Lo Yen-yao                         | 39.72 |       |
|      | 3        | 3      | Australia           | Tim Leathart, Joshua Ross, Andrew McCabe, Jarrod Geddes                    | DNF   |       |

### Finale
| Pos. | Corsia | Nazione           | Atleti                                                                | Tempo | Note |
| ---- | ------ | ----------------- | --------------------------------------------------------------------- | ----- | ---- |
|      | 5      | Giamaica          | Nesta Carter, Kemar Bailey-Cole, Nickel Ashmeade, Usain Bolt          | 37.36 | WL   |
|      | 4      | Stati Uniti       | Charles Silmon, Mike Rodgers, Mookie Salaam, Justin Gatlin            | 37.66 |      |
|      | 7      | Canada            | Gavin Smellie, Aaron Brown, Dontae Richards-Kwok, Justyn Warner       | 37.92 | SB   |
| 4    | 3      | Germania          | Lucas Jakubczyk, Sven Knipphals, Julian Reus, Martin Keller           | 38.04 | SB   |
| 5    | 2      | Paesi Bassi       | Brian Mariano, Churandy Martina, Liemarvin Bonevacia, Hensley Paulina | 38.37 | SB   |
| 6    | 8      | Giappone          | Yoshihide Kiryū, Kenji Fujimitsu, Kei Takase, Shōta Iizuka            | 38.39 |      |
| 7    | 1      | Trinidad e Tobago | Ayodele Taffe, Keston Bledman, Rondell Sorrillo, Richard Thompson     | 38.57 |      |
|      | 6      | Gran Bretagna     | Adam Gemili, Harry Aikines-Aryeetey, James Ellington, Dwain Chambers  | DQ    |      |